# Loka (gmina Koper)
Loka (wł. Lonche) – wieś w Słowenii, w gminie miejskiej Koper. 1 stycznia 2018 liczyła 96 mieszkańców.